# Hippospongia gossypina
Hippospongia gossypina är en svampdjursart som först beskrevs av Duchassaing och Giovanni Michelotti 1864.  Hippospongia gossypina ingår i släktet Hippospongia och familjen Spongiidae. Inga underarter finns listade i Catalogue of Life.